# Gabrielle Clarke
Gabrielle Clarke (ur. 22 lutego 1980) – australijska judoczka.
Brązowa medalistka mistrzostw Oceanii w 2008 roku.